# Canton de Biarritz-Ouest
Le canton de Biarritz-Ouest est un ancien canton français, situé dans le département des Pyrénées-Atlantiques et la région Aquitaine.

## Composition
Le canton était constitué d'une partie de la ville de Biarritz.

## Histoire
Le canton a été créé par le décret n°73-669 du 13 juillet 1973 divisant le canton de Biarritz.
Il est supprimé par le décret du 25 février 2014.

## Représentation
| Période | Période | Identité     | Étiquette   | Qualité |
| ------- | ------- | ------------ | ----------- | --- |
| 1973    | 1979    | Guy Petit    | RI puis UDF | Avocat Ancien conseiller général du Canton de Biarritz (1966-1973) Député (1946-1958) sénateur (1959-1983) Maire de Biarritz (1945-1977) Secrétaire d'État et ministre (1952-1953) |
| 1979    | 1998    | Armand Saury | RPR         | Médecin Adjoint au maire de Biarritz (1965-1977) Conseiller régional |
| 1998    | 2015    | Max Brisson  | RPR         | Professeur agrégé d'histoire Conseiller régional conseiller municipal de Biarritz Elu en 2015 dans le nouveau Canton de Biarritz                                                   |

## Démographie
| 1975 | 1982 | 1990   | 1999   | 2006   | 2011   | 2012   |
| ---- | ---- | ------ | ------ | ------ | ------ | ------ |
| -    | -    | 13 394 | 13 535 | 11 829 | 11 427 | 10 754 |

## Pour approfondir